# Comuna Valea Chioarului, Maramureș
Valea Chioarului (în maghiară: Kővárgara) este o comună în județul Maramureș, Transilvania, România, formată din satele Curtuiușu Mare, Durușa, Fericea, Mesteacăn, Valea Chioarului (reședința) și Vărai.
În perioada 2008 - 2012, primar al comunei a fost Vasile Tuns.

## Date geologice
Pe teritoriul satului Valea Chioarului se află un zăcământ important de bentonit. Corpul de riodacit bentonitizat se extinde pe circa 1 km, între versantul stâng al Pârâului Untului (la nord) până în Valea Olăriței (la sud).

## Demografie
Componența etnică a comunei Valea Chioarului
     Români (86,06%)
     Romi (5,14%)
     Alte etnii (8,79%)
Componența confesională a comunei Valea Chioarului
     Ortodocși (85,16%)
     Penticostali (3,25%)
     Greco-catolici (1,15%)
     Alte religii (1,9%)
     Necunoscută (8,54%)
Conform recensământului efectuat în 2021, populația comunei Valea Chioarului se ridică la 2.002 locuitori, în scădere față de recensământul anterior din 2011, când fuseseră înregistrați 2.025 de locuitori. Majoritatea locuitorilor sunt români (86,06%), cu o minoritate de romi (5,14%). Din punct de vedere confesional, majoritatea locuitorilor sunt ortodocși (85,16%), cu minorități de penticostali (3,25%) și greco-catolici (1,15%), iar pentru 8,54% nu se cunoaște apartenența confesională.

## Politică și administrație
Comuna Valea Chioarului este administrată de un primar și un consiliu local compus din 11 consilieri. Primarul, Ioan Sorin Burde[*], de la Partidul Social Democrat, este în funcție din 2012. Începând cu alegerile locale din 2024, consiliul local are următoarea componență pe partide politice:
|  | Partid                          | Consilieri | Componența Consiliului | Componența Consiliului | Componența Consiliului | Componența Consiliului | Componența Consiliului | Componența Consiliului |
|  | ------------------------------- | ---------- | ---------------------- | ---------------------- | ---------------------- | ---------------------- | ---------------------- | ---------------------- |
|  | Partidul Social Democrat        | 6          |                        |                        |                        |                        |                        |                        |
|  | Partidul Național Liberal       | 4          |                        |                        |                        |                        |                        |                        |
|  | Alianța pentru Unirea Românilor | 1          |                        |                        |                        |                        |                        |                        |

## Atracții turistice
- Biserica de lemn din Valea Chioarului
- Biserica de lemn din Vărai

## Personalități născute aici
- George Achim (n. 1960), profesor, scriitor.